# マレイ・アルパー
マレイ・アルパー（Murray Alper、1904年1月11日 - 1984年11月16日）は、アメリカ合衆国の俳優。

## 出演作品
- 南部の勇者
- マルタの鷹
- コレヒドール戦記
- 逃走迷路
- 踊る大紐育